# Buscando salidas
Buscando salidas es el segundo disco de Cadena Perpetua y el primero con Damián Biscotti en la batería, tras la partida de Gabriel Ríos.

## Lista de temas
1. "Buscando salidas"
2. "Mundo inmundo"
3. "Libertad"
4. "Angel del pasado"
5. "El sistema / 1"
6. "Un caso más"
7. "No te tires atrás"
8. "Lágrimas y llantos"
9. "Mis pesadillas"
10. "La ignorancia"
11. "NN Un jubilado"
12. "El tirano"
13. "Tu inferioridad"
14. "No podrán vencerme"

## Ficha técnica
- Damian Biscotti: Batería
- Eduardo Graziadei: Bajo y coros
- Hernan Valente: Guitarra y voz
- Grabado y mezclado por Marcelo Belén en los estudios "Del Abasto" En abril de 1997.
- Producción Artística: Cadena Perpetua
- Producción Ejecutiva: Frost Bite Records.

- Datos: Q5735965